# Robert Resnick (Schauspieler)
Robert Resnick ist ein US-amerikanischer ehemaliger Schauspieler und Synchronsprecher. Als Schauspieler trat er ab Mitte der 1970er Jahre bis Anfang der 1990er Jahre in unregelmäßigen Abständen in Erscheinung.

## Leben
Erste Berührungspunkte mit der Filmindustrie erfuhr Resnick 1967 als Synchronsprecher in der Zeichentrickserie Moby Dick and the Mighty Mightor im Jahr 1967. Er synchronisierte die Rolle des Tom in insgesamt fünf Episoden. Sein Schauspieldebüt gab er 1977 in dem Fernsehfilm Black Market Baby und dem Spielfilm Highschool Story, in dem unter anderen Steve Guttenberg mitwirkte. Im Folgejahr war er im Spielfilm Kurz vor den Ferien zu sehen. 1984 übernahm er eine Episodenrolle in der Fernsehserie Ein Duke kommt selten allein. Seine größte Rolle erhielt er 1985 im Actionfilm Sloane – Die Gewalt im Nacken, in dem er die titelgebende Hauptrolle des Philip Sloane darstellte. Zuletzt hatte er eine Nebenrolle im Film Star Time von 1992 inne.
Für die 2014 erschienene Komödie About Last Night mit Kevin Hart in der Hauptrolle, schrieb er das Lied All the Way.

## Filmografie

### Schauspieler
- 1977: Hände weg von meinem Kind (Black Market Baby, Fernsehfilm)
- 1977: Highschool Story (The Chicken Chronicles)
- 1978: Kurz vor den Ferien (Almost Summer)
- 1984: Ein Duke kommt selten allein (The Dukes of Hazzard, Fernsehserie, Episode 7x12)
- 1985: Sloane – Die Gewalt im Nacken (Sloane)
- 1992: Star Time

### Synchronsprecher
- 1967: Moby Dick and the Mighty Mightor (Zeichentrickserie, 5 Episoden)